# 2013年飓风埃里克
飓风埃里克（英語：Hurricane Erick）是2013年太平洋飓风季形成的第五个热带气旋、第五场获命名的风暴和第四场飓风，于这年7月对墨西哥太平洋沿海地区构成轻微影响。系统源自6月18日离开非洲西海岸的东风波，在快速穿越大西洋期间基本没有发展，于7月1日进入东太平洋。由于外界环境有利，东风波于7月4日发展成热带低气压，再于协调世界时7月5日凌晨0点进一步增强成热带风暴并获名“埃里克”。气旋总体朝西北偏西方向飘移，于7月6日成为一级飓风，并在当天达到风力时速130公里的最高强度。由于所在位置靠近陆地，行经海域水温也逐渐降低，埃里克的强度于次日回落到热带风暴标准，再在此强度下保持两天后于7月9日清晨退化成残留低气压区。数小时后，气旋的残留环流在南下加利福尼亚州西南方向海域消散。
面对风暴来袭，墨西哥西海岸多地收到热带气旋警告。许多港口暂时封闭，官员建议生活在低洼地区的居民向地势更高的地点转移。此外，船运业务也暂时中止。虽然埃里克的中心始终位于海上没有登陆，但其外围雨带在墨西哥西部部分地区产生强烈阵风和局部暴雨。格雷罗州城市阿卡普尔科和马尔克斯港发生轻度洪灾。纳亚里特州有一条河流泛滥，州内多个城市受到洪水影响，许多汽车、街道和民宅因此受损。一名女性在试图从被淹的家中逃离时不幸丧生，另有一名男子因被河水卷走而遇难。墨西哥军方和纳亚里特州政府救下数以百计的居民。风暴在南下加利福尼亚州大范围地区产生降水，引发洪灾。

## 气象历史
6月18日，有东风波离开非洲西海岸进入东大西洋。系统接下来几天稳步西进，轴线周围保有规模偏小但组织严密的对流区（即降雨和雷暴活动）。6月24至29日，东风波先后穿越小安的列斯群岛和中美洲，并在不久后进入东太平洋。7月1日夜间，美国国家飓风中心开始监控东风波，称其所在海域外界环境有利，预计系统会缓慢发展。7月2日，东风波同大范围的低气压区相互影响，对流的覆盖范围因此扩大，还形成另一片大面积的低气压区。系统继续缓慢西进，在组织起足够的对流后于协调世界时7月4日中午12点在中心位于墨西哥阿卡普尔科东南方向约330公里洋面时成为热带低气压。受中等强度风切变影响，气旋的环流中心起初暴露在外，但很快就因对流带范围加大并且渐趋弧形而增强。面对这种情况，美国国家飓风中心于7月5日凌晨0点将气旋升级成热带风暴，并以“埃里克”（Erick）命名。
受西北加勒比海上空的中层高压脊和美国西南部上空的上层高压脊影响，风暴获名后总体朝西北方向前进，移动路线同墨西哥西海岸基本平行。7月5日白天，气旋内形成中心密集云区，卫星图像上可以看到紧密的对流带。此外，微波卫星图像表明还有风眼正在成型。埃里卡的垂直结构起初存在相互分离的断层，但接下来逐渐变成紧密关联的整体。卫星图像上间歇出现形态还不规则的风眼，美国国家飓风中心于早上6点把位于墨西哥拉萨罗卡德纳斯西南偏西方向约170公里海域的风暴升级成一级飓风。结合卫星强度估算，气象部门估计气旋于中午12点达到最大持续风速每小时130公里，最低气压983毫巴（百帕，29.03英寸汞柱）的最高强度。此后不久，埃里克开始因靠近墨西哥海岸且行经洋面水温逐渐降低而减弱。。7月7日下午18点，风暴关联对流已显著回暖，风眼也已消失，强度回落至热带风暴标准。7月9日，气旋从南下加利福尼亚州以南近海经过，环流中心在风切变的影响下暴露出来，再于早上6点消退成残留低气压区。风暴残留接下来又持续存在数小时，最终于7月10日凌晨在水温偏低的海域上空逐渐消散。

## 防灾措施和影响

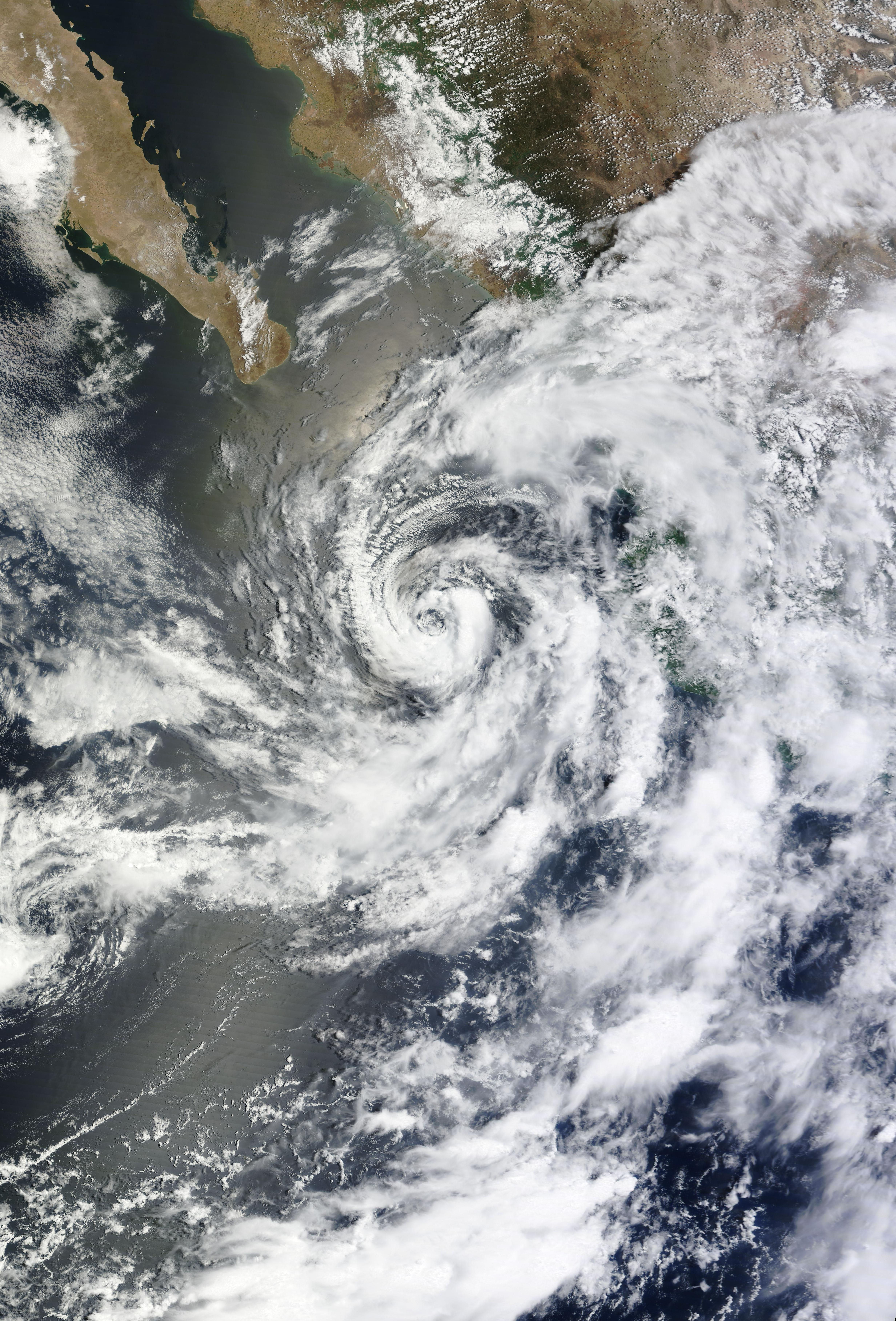
7月7日，正在科利马州近海逐渐减弱的热带风暴埃里克。

宣布热带风暴埃里克成型的同时，气象机构向阿卡普尔科至拉福图纳（La Fortuna）之间的墨西哥西南沿海地区发布热带风暴观察预警。到了7月5日凌晨3点，预警生效范围已从阿卡普尔科延伸至曼萨尼约，曼萨尼约至拉萨罗卡德纳斯又接获热带风暴警告。数小时后，阿卡普尔科至拉萨罗卡德纳斯间沿海地区的热带风暴观察预警取消，拉福图纳到哈利斯科州科连特斯角（Cabo Corrientes）地区进入热带风暴观察预警生效状态。与此同时，拉萨罗卡德纳斯到曼萨尼约间的热带风暴警告也予中止，生效范围变更成拉福图纳至锡瓦塔内霍。次日凌晨3点，所有热带风暴观察预警均停止生效，热带风暴警告的生效范围则从锡瓦塔内霍延伸至科连特斯角。埃里克升级成飓风后，气象部门向蓬塔圣特尔莫到科连特斯角发布飓风观察预警。7月6日下午15点，圣菲（Santa Fe）到拉巴斯收到热带风暴观察预警，并在数小时后升级成热带风暴警告。经过多次升、降级和生效范围变更，所有热带气旋警告最终在7月9日清晨埃里克退化成残留低气压区后中止。
面对风暴威胁，米却肯州南部、哈利斯科州南部和科利马州收到“橙色”警告，哈利斯科州其它沿海地区则是“黄色”警告。位于阿卡普尔科、锡瓦塔内霍和曼萨尼约的港口关闭。由于担心爆发山洪，政府官员敦促生活在阿卡普尔科低洼地区的居民撤离。与此同时，米却肯州政府下令船只断航。
埃里克的中心自始至终位于海上，但其外围雨带还是在墨西哥西南沿海地区产生暴雨和强烈阵风，并且影响范围还在朝西北方向延伸。风暴导致阿卡普尔科和马尔克斯港发生轻度洪灾，格雷罗州其它地区所受破坏程度很轻，大部分是因山体滑坡引起。科利马州沿海地区测得2.7米的大浪，该州虽有部分地区发生洪灾，但总体破坏程度很轻。
气旋在更北面的纳亚里特州引发大范围洪灾。一名74岁的老妇人在试图逃离被淹的房屋时遇难，另有数十辆汽车受损，多条街道和多户民居被淹。该州一条河流泛滥成灾，多个城市受到影响。州内官员设法营救数以百计受到飓风影响的灾民，许多人都在街上等待救援。数十户家庭直接受到风暴影响，街道上有大量瓦砾堆积。当地居民遭受重大经济损失，并以艾克萨里斯科（Xalisco）情况严重，需宣告为灾区。该州近海还出现海龙卷风。州长罗伯托·桑多瓦尔（Roberto Sandoval）宣布特皮克进入紧急状态。虽然埃里克的核心自始至终位于海上没有登陆，但南下加利福尼亚州还是进入“黄色”预警状态。下加利福尼亚半岛普降暴雨，引发洪灾。拉巴斯、卡波圣卢卡斯（Cabo San Lucas）和圣荷西卡波（San Jose del Cabo）港因海浪高涨关闭。此外，下加利福尼亚州还收到“绿色”预警。整场风暴共造成两人丧生，另有两人失踪。艾克萨里斯科约有5500人无家可归。